# Premier dell'Alberta
Il Premier dell'Alberta (in inglese: Premier of Alberta, in francese: Premier ministre de l'Alberta) è il capo del governo della provincia canadese dell'Alberta. L'attuale premier è Danielle Smith, leader del Partito Conservatore Unito, che ha prestato giuramento l'11 ottobre 2022.

## Elenco
| Nr. | Foto | Nome (nascita–morte)                                                         | Mandato                                   | Partito | Partito                                              | Ref.   |
| --- | ---- | ---------------------------------------------------------------------------- | ----------------------------------------- | ------- | ---------------------------------------------------- | ------ |
| 1   |      | Alexander Cameron Rutherford (1857–1941)                                     | 2 settembre 1905 – 26 maggio 1910         |         | Partito Liberale dell'Alberta                        | [ 1 ]  |
| 2   |      | Arthur Sifton (1858–1921)                                                    | 26 maggio 1910 – 12 ottobre 1917          |         | Partito Liberale dell'Alberta                        | [ 2 ]  |
| 3   |      | Charles Stewart (1868–1946)                                                  | 13 ottobre 1917 – 12 agosto 1921          |         | Partito Liberale dell'Alberta                        | [ 3 ]  |
| 4   |      | Herbert Greenfield (1869–1949)                                               | 13 agosto 1921 – 23 novembre 1925         |         | Agricoltori Uniti dell'Alberta                       | [ 4 ]  |
| 5   |      | John Edward Brownlee (1883–1961)                                             | 23 novembre 1925 – 10 luglio 1934         |         | Agricoltori Uniti dell'Alberta                       | [ 5 ]  |
| 6   |      | Richard Gavin Reid (1879–1980)                                               | 10 luglio 1934 – 3 settembre 1935         |         | Agricoltori Uniti dell'Alberta                       | [ 6 ]  |
| 7   |      | William Aberhart (1878–1943)                                                 | 3 settembre 1935 – 23 maggio 1943 (morto) |         | Partito del Credito Sociale dell'Alberta             | [ 7 ]  |
| –   |      | Ernest Manning (1908–1996) (Segretario provinciale Premier facente funzioni) | 23 maggio 1943 – 31 maggio 1943           |         | Partito del Credito Sociale dell'Alberta             | [ 8 ]  |
| 8   |      | Ernest Manning (1908–1996)                                                   | 31 maggio 1943 – 12 dicembre 1968         |         | Partito del Credito Sociale dell'Alberta             | [ 9 ]  |
| 9   |      | Harry Strom (1914–1984)                                                      | 12 dicembre 1968 – 10 settembre 1971      |         | Partito del Credito Sociale dell'Alberta             | [ 10 ] |
| 10  |      | Peter Lougheed (1928–2012)                                                   | 10 settembre 1971 – 1º novembre 1985      |         | Associazione Conservatrice Progressista dell'Alberta | [ 11 ] |
| 11  |      | Don Getty (1933–2016)                                                        | 1º novembre 1985 – 14 dicembre 1992       |         | Associazione Conservatrice Progressista dell'Alberta | [ 12 ] |
| 12  |      | Ralph Klein (1942–2013)                                                      | 14 dicembre 1992 – 14 dicembre 2006       |         | Associazione Conservatrice Progressista dell'Alberta | [ 13 ] |
| 13  |      | Ed Stelmach (1951–)                                                          | 14 dicembre 2006 – 7 ottobre 2011         |         | Associazione Conservatrice Progressista dell'Alberta | [ 14 ] |
| 14  |      | Alison Redford (1965–)                                                       | 7 ottobre 2011 – 23 marzo 2014            |         | Associazione Conservatrice Progressista dell'Alberta | [ 15 ] |
| 15  |      | Dave Hancock (1955–)                                                         | 23 marzo 2014 – 15 settembre 2014         |         | Associazione Conservatrice Progressista dell'Alberta | [ 16 ] |
| 16  |      | Jim Prentice (1956–2016)                                                     | 15 settembre 2014 – 24 maggio 2015        |         | Associazione Conservatrice Progressista dell'Alberta | [ 17 ] |
| 17  |      | Rachel Notley (1964–)                                                        | 24 maggio 2015 – 30 aprile 2019           |         | Nuovo Partito Democratico dell'Alberta               | [ 18 ] |
| 18  |      | Jason Kenney (1968–)                                                         | 30 aprile 2019 – 11 Ottobre 2022          |         | Partito Conservatore Unito                           | [ 19 ] |
| 19  |      | Danielle Smith (1971–)                                                       | 12 Ottobre 2022 – in carica               |         | Partito Conservatore Unito                           |        |